# Franz Delitzsch

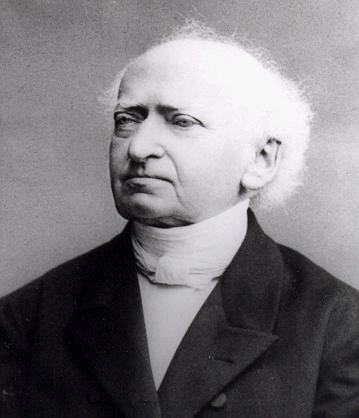
Franz Delitzsch.

Franz Julius Delitzsch, född den 23 februari 1813, död den 4 mars 1890, var en tysk teolog. Han var far till Friedrich Delitzsch.
Delitzsch, som var professor i Gamla Testamentet i Leipzig från 1867, företrädde en modifierad luthersk ortodoxi, verkade för judemissionen och grundade 1886 i Leipzig Institutum judaicum (efter honom kallat Delitzschianum). Delitzsch utgav en mängd tidigare mycket lästa kommentarer över olika bibelböcker.